# Ginnasio Panciprio

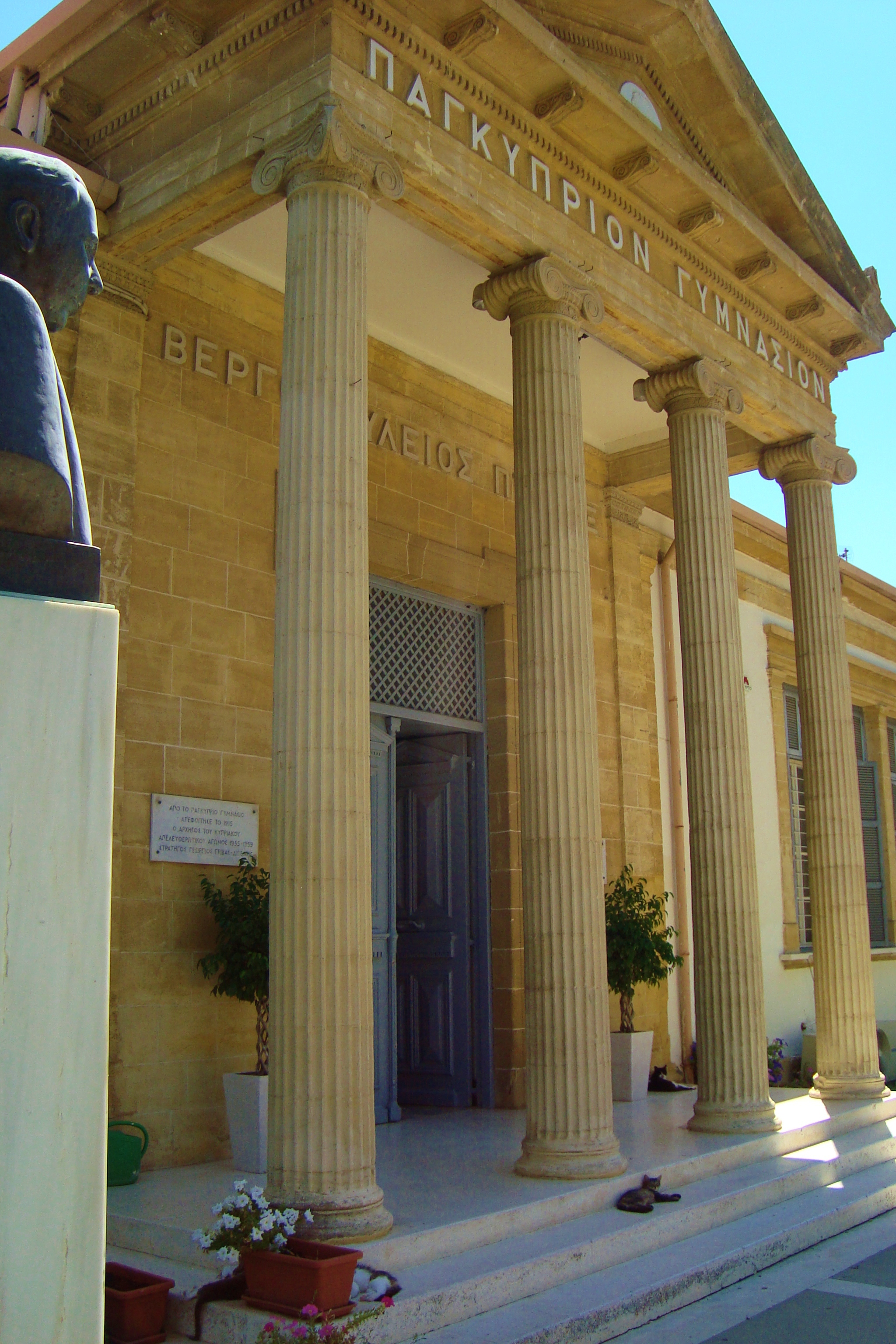
L'entrata del Ginnasio

Il Ginnasio Panciprio (in greco Παγκύπριον Γυμνάσιον?) è una scuola di Nicosia fondata nel 1812 dall'arcivescovo Kyprianos in un periodo in cui Cipro era ancora sotto il dominio ottomano. Originariamente si chiamava Scuola Ellenica di Nicosia (in greco Ελληνική Σχολή Λευκωσίας?) ed è la più antica scuola superiore ancora in funzione sull'isola. La scuola fu ampliata nel 1893, per iniziativa dell'arcivescovo Sophronios III, per incorporare un liceo quando Cipro era sotto il dominio britannico e cambiò il suo nome in quello attuale nel 1896. Dal 1896, oltre ad essere una scuola secondaria, trovò un nuovo ruolo nella formazione degli insegnanti delle scuole elementari.  Il primo preside del liceo nel 1893 fu Delios Ioannis.
In omaggio al contributo della scuola all'istruzione le Poste di Cipro hanno emesso un francobollo commemorativo nel 1993.

## Edifici
La scuola si trova di fronte all'arcivescovado all'interno delle mura della città vecchia di Nicosia. L'edificio originale fu distrutto in un incendio nel 1920 e parti della scuola furono completamente ricostruite in stile neoclassico. Di particolare interesse storico è la cripta della scuola situata sotto l'entrata principale. Si dice che qui l'arcivescovo Kyprianos abbia tenuto incontri segreti con i rappresentanti della Filikí Etería all'inizio del XIX secolo. La scuola include anche una notevole collezione di manufatti, arte e libri. La Biblioteca Severios, aperta nel 1949, contiene oltre 60.000 manoscritti.
Attraverso donazioni benefiche la scuola è diventata molto ricca. A livello educativo è molto apprezzata e considerata una scuola modello.

## Alunni
Molte figure influenti della società cipriota hanno studiato qui: fra queste l'arcivescovo di Cipro Makarios III, il Premio Nobel per l'economia  Christopher A. Pissarides, politici e magistrati.
Fra gli insegnanti, degno di nota è lo scrittore inglese Lawrence Durrell, dal 1953 al 1956.